# Ṳ̂́
Cette page contient des caractères spéciaux ou non latins. S’ils s’affichent mal (▯, ?, etc.), consultez la page d’aide Unicode.
Ṳ̂́ (minuscule : ṳ̂́), appelé U tréma souscrit accent circonflexe accent aigu, est un graphème et une lettre additionnelle de l’alphabet latin utilisée dans l’écriture du kayah. Elle est composée d’un U, d’un tréma souscrit, d’un accent circonflexe et d’un accent aigu.

## Représentations informatiques
Le U tréma souscrit accent circonflexe accent aigu peut être représenté avec les caractères Unicode suivants : 
- précomposé (latin étendu additionnel, diacritiques)[1],[2] :

| formes    | représentations | chaînes de caractères | points de code | descriptions                                                                                    |
| --------- | --------------- | --------------------- | -------------- | ----------------------------------------------------------------------------------------------- |
| capitale  | Ṳ̂́               | Ṳ◌̂◌́                   | U+1E72 U+0302  | lettre majuscule latine u tréma souscrit diacritique accent circonflexe diacritique accent aigu |
| minuscule | ṳ̂́               | ṳ◌̂◌́                   | U+1E73 U+0302  | lettre minuscule latine u tréma souscrit diacritique accent circonflexe diacritique accent aigu |

- décomposé et normalisé NFD (latin de base, diacritiques) :

| formes    | représentations | chaînes de caractères | points de code            | descriptions                                                                                         |
| --------- | --------------- | --------------------- | ------------------------- | --- |
| capitale  | Ṳ̂́               | U◌̤◌̂◌́                  | U+0055 U+0324 U+0302 0301 | lettre majuscule u diacritique tréma souscrit diacritique accent circonflexe diacritique accent aigu |
| minuscule | ṳ̂́               | u◌̤◌̂◌́                  | U+0075 U+0324 0302 0301   | lettre minuscule u diacritique tréma souscrit diacritique accent circonflexe diacritique accent aigu |